# Kestina

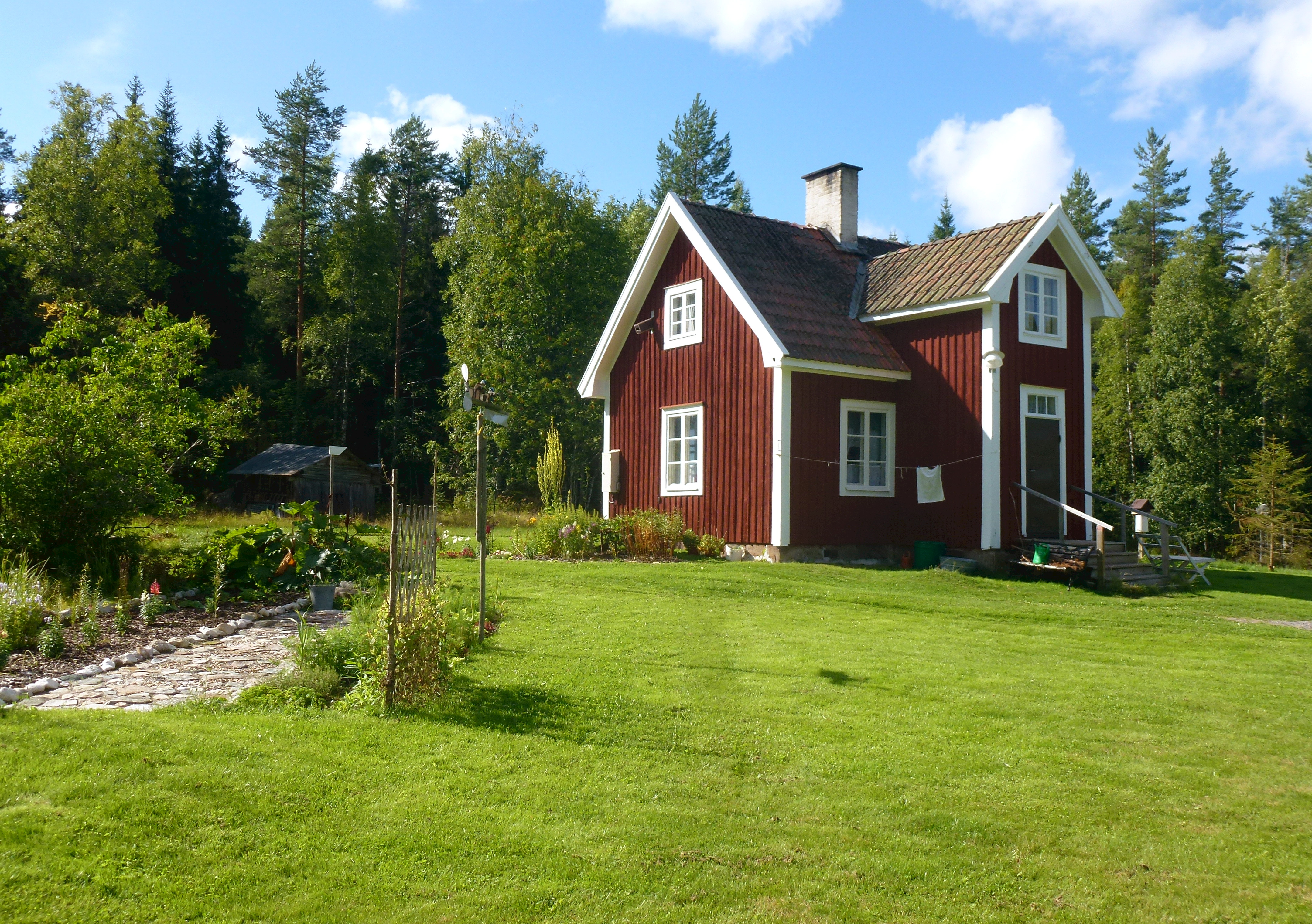
Kestina på sommaren 2013.

Kestina är en gård i Grangärde finnmark i Ludvika kommun. Platsen är uppkallad efter Dan Anderssons faster ”Stina” Christina Andersdotter. Byggnaden, dess omgivning och inte minst den boende, Ragnar Fredriksson, spelade en central roll i Nina Hedenius dokumentärfilm ”Gubben i stugan” från 1996.

## Historik
År 1877 kom Stina Andersdotter och maken Karl-Ludvig Jansson – gruvarbetare från Grängesberg – till Bränntjärnshöjden som platsen hette på den tiden. De byggde sig en svenskstuga (svenskarnas sätt att bygga stuga med fönster och skorsten) och gav den gårdsnamnet Kestina. Skalden från finnmarken, Dan Andersson kände stugan väl och beskrev den med följande ord:
"…ett rum och ett kök med öppen spis. Detta kök var mörkt som en källare och smalt som en svalgång; det tycktes ligga under jorden, och dörren in till rummet hade en hög tröskel och liknande en lucka i en ladugård, huggen av grova plankor och målad med tjära och rödfärg…"
Flera av Anderssons noveller och dikter har stark anknytning till gården Kestina, bland dem ”Sista natten i Paindalen” (1915), ” Vaggsången vid Kestina” (1917) och ”En trogen tjänarinna” (postumt 1930). År 1911 var han själv med på slåttern i Kestina, just då gårdsägaren Karl-Ludvig Jansson avled. 
År 1935 byggdes stugan om och fick dagens utseende med bland annat en vindsvåning samt rödmålad brädpanel på fasaderna.
I Kestina föddes 1919 Ragnar Fredriksson. Han kom till världen på kökssoffan i huset som då ägdes av farföräldrarna. År 1996 spelade Ragnar Fredriksson och gården Kestina huvudrollen i Nina Hedenius uppmärksammade dokumentärfilm ”Gubben i stugan”. Tillsammans med ett filmteam från SVT följde hon under ett år ”Gubben Ragnar”, då pensionerad skogsarbetare. Filmen förmedlar hur Ragnar levde på Kestina, i stort sett som tidigare generationer levat. Då filmen spelades in 1996 var Ragnar Fredriksson 77 år gammal. Han bodde kvar i stugan till maj 2011 och avled den 7 mars 2013.

## Bilder

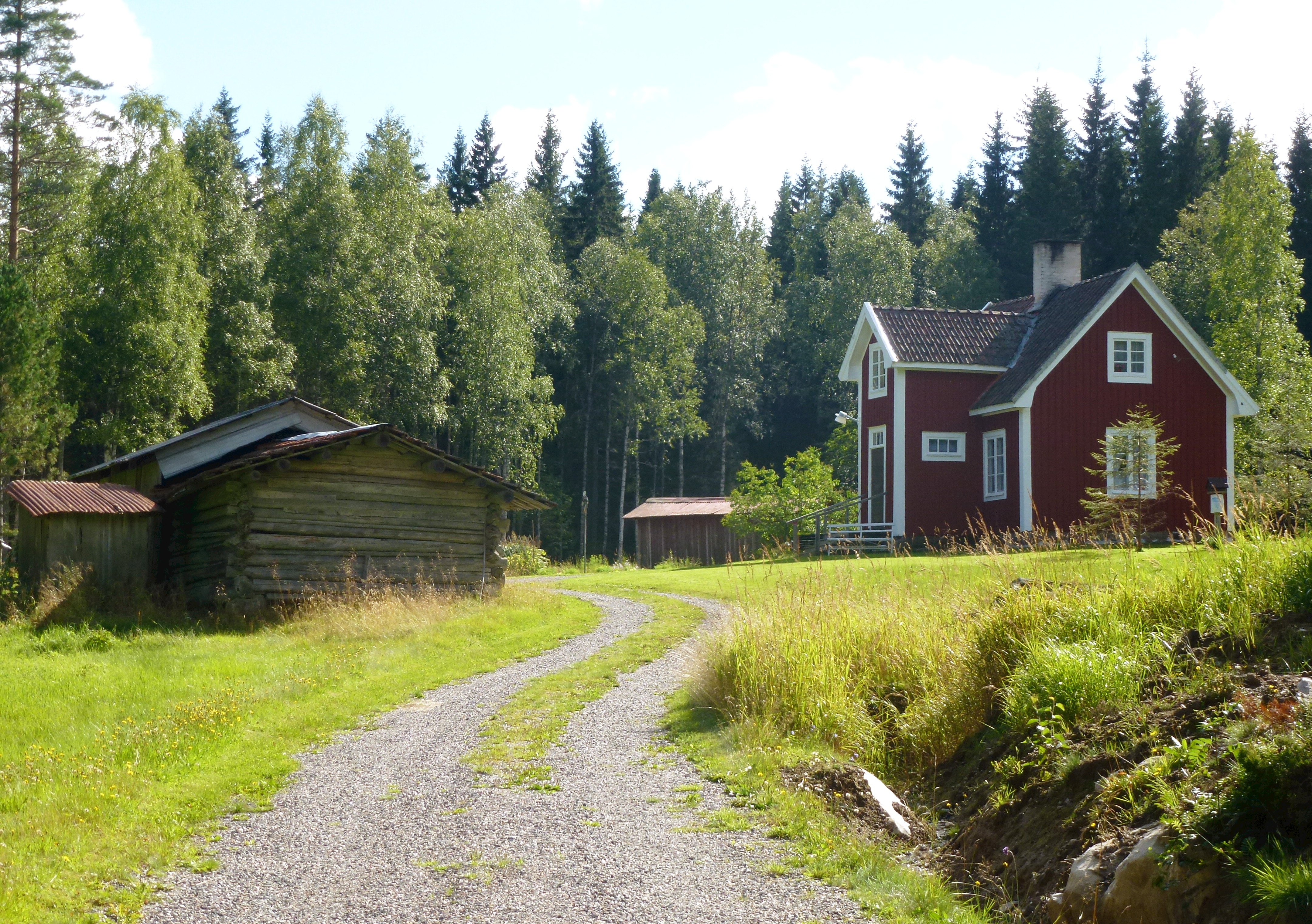
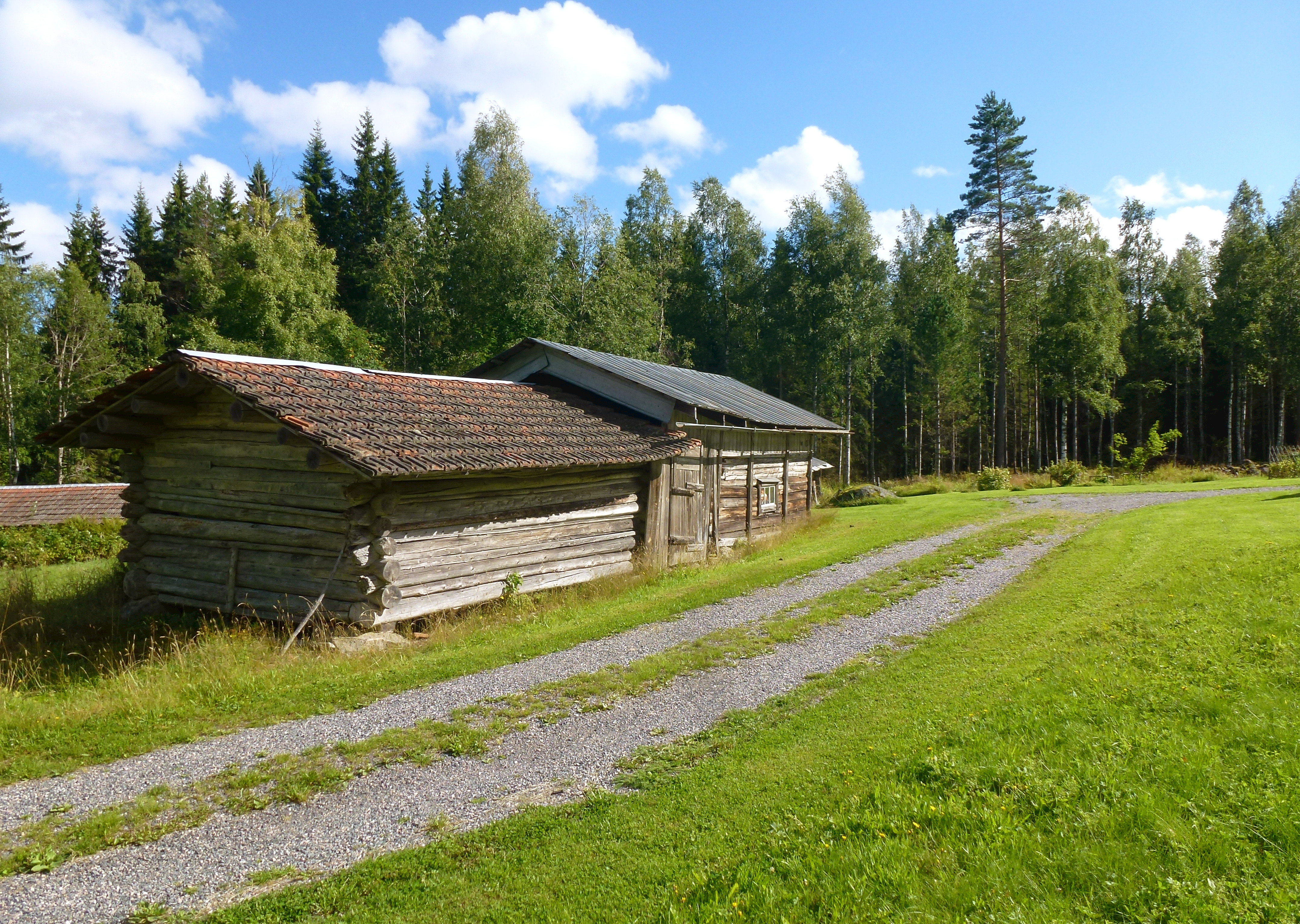
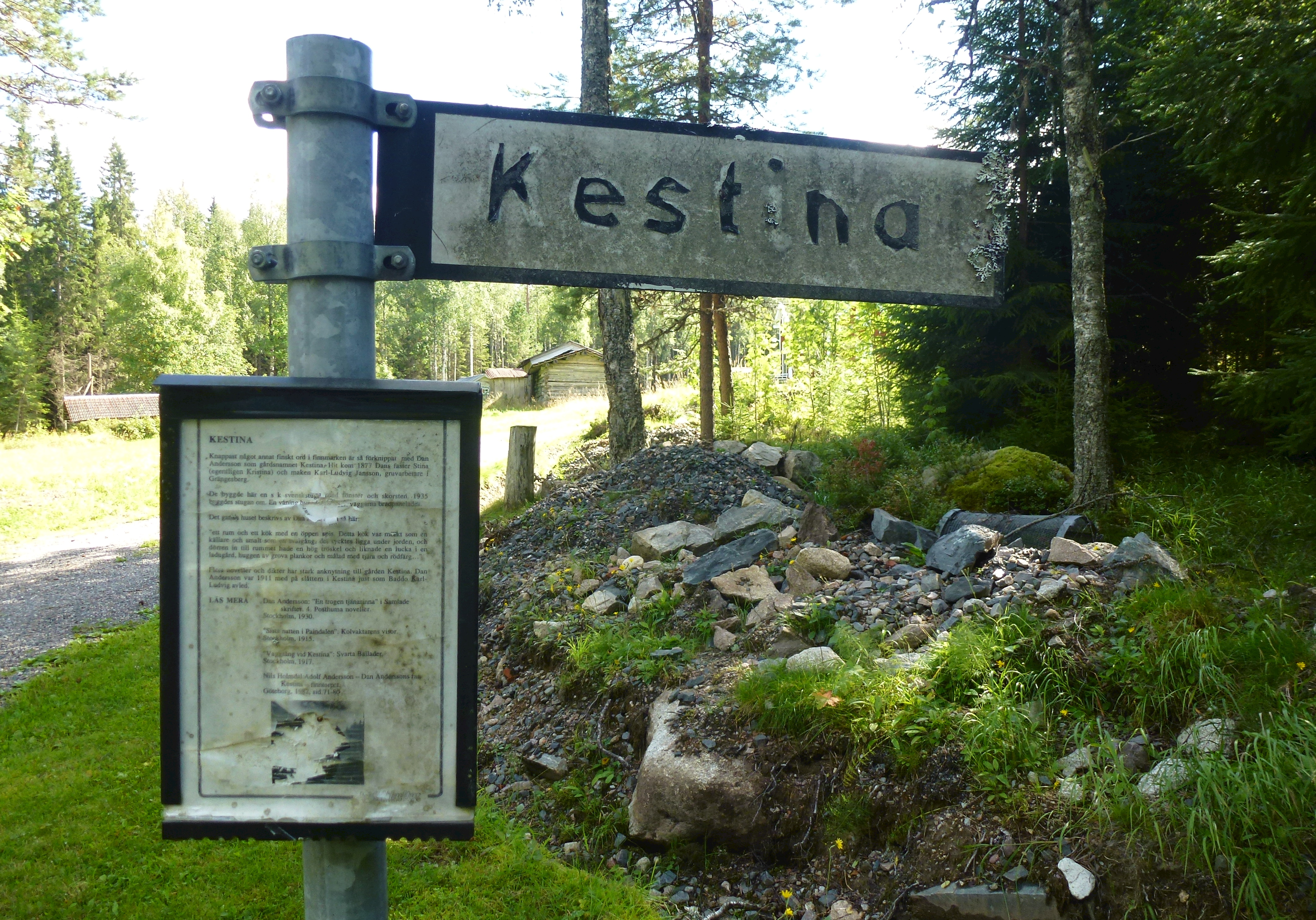
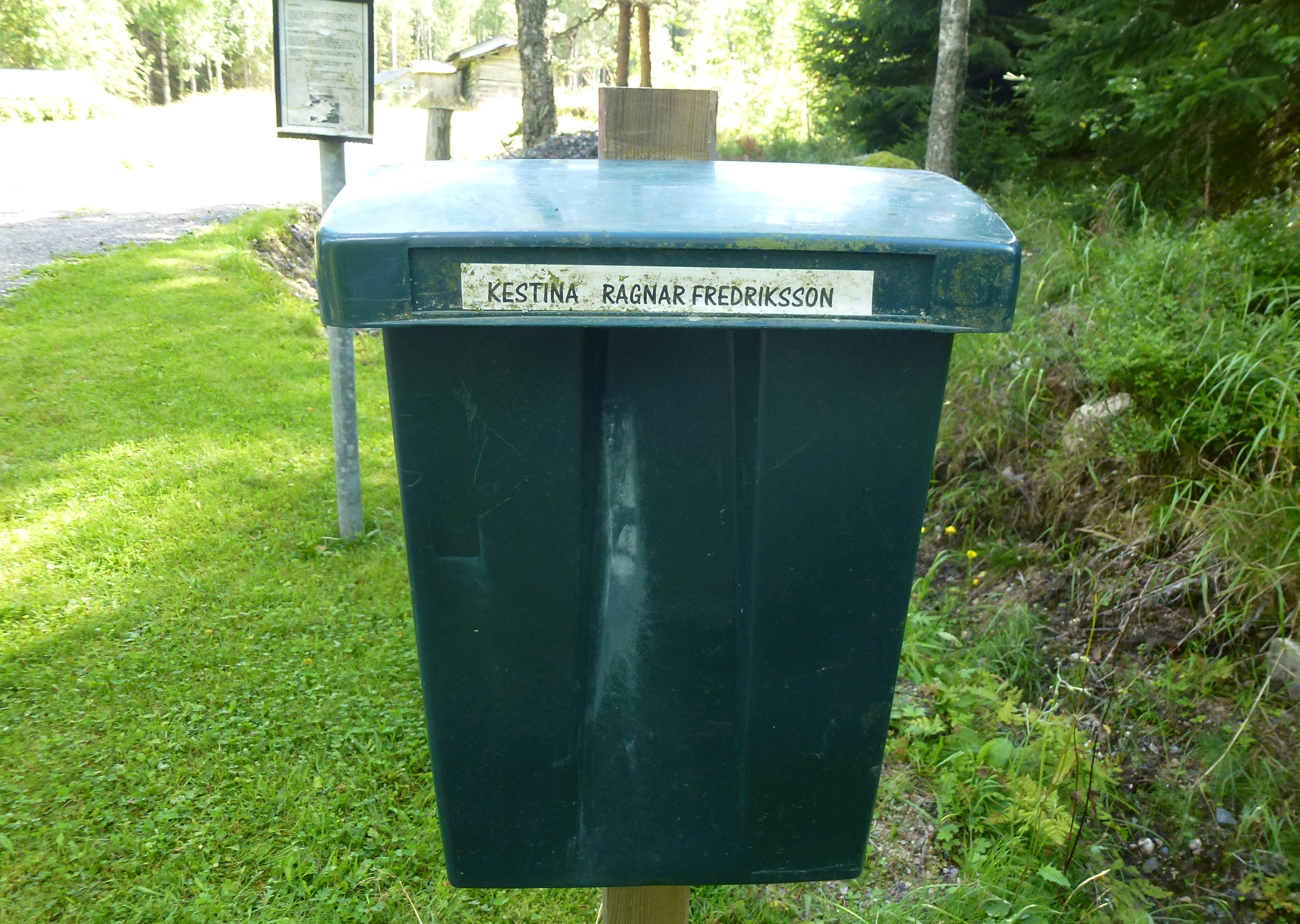